# Goutroux
Goutroux település a belgiumi Hainaut tartományban található Charleroi város része. A települést, amely területét (2,56 km²) és lakosságát (kb. 3200 fő) tekintve legkisebb a Charleroi járás települései közül, 1977-ben vonták össze a közeli nagyvárossal. Goutrou arról nevezetes, hogy ez fekszik a járásban a legmagasabban, ez a legtisztább és a legtöbb zöldterülettel rendelkező település és a többivel ellentétben a nehézipar hanyatlása után is továbbfejlődött.
A település annak köszönheti létezését, hogy a 19. sz.-ban a közeli Landelies városát két részre osztották. Területén  hosszú ideig egy erődítmény állt, a "4 Seigneuries"-nek nevezett területen. A francia forradalmat követő hódításig négy feudális állam volt határos ezzel a résszel.
A 18. sz. során számos farm és vízimalom települt meg a környéken.
Az ipari forradalom és a nehézipar fejlődése során a környékbeli erdők kitermelésével és faszén előállításával foglalkoztak a lakosok. A lendületes ipari fejlődés idején Goutroux-ba (amit akkor "La Bretagne"-nak ismertek) elsősorban a környékbeli bányákban és üzemekben alkalmazott munkások települtek, akik éles ellentétben álltak Landelies polgárias lakosaival - részben ez is eredményezte a két település szétválasztását.
A nehézipar hanyatlásával Goutroux-ban kisebb családi vállalkozások működnek, mint például pékség, szőnyegkészítő műhely.